# Amphimallon insculptus
Amphimallon insculptus är en skalbaggsart som beskrevs av Brenske 1889. Amphimallon insculptus ingår i släktet Amphimallon och familjen Melolonthidae. Inga underarter finns listade i Catalogue of Life.